# Les Enfants des autres
Pour plus de détails, voir Fiche technique et Distribution.
Les Enfants des autres est un film français écrit et réalisé par Rebecca Zlotowski, sorti en 2022.

## Synopsis
Rachel (Virginie Efira) a une quarantaine d'années, elle est célibataire et sans enfants. Épanouie dans son métier de professeur de Français, lors d'un cours de guitare elle fait la rencontre d'Ali (Roschdy Zem) et leur histoire d'amour commence. Ali a une fille de quatre ans, Leila, qu'il a eue avec Alice (Chiara Mastroianni), dont il est séparé. Ali est designer automobile. Rachel a une soeur cadette : Louanna (Yamée Couture), qui fait sa thèse. La mère de Rachel est morte dans un accident de voiture quand elle était enfant. Rachel fait la connaissance de Leila. Dans un premier temps, Leila demande à son père de chasser Rachel car elle n'est pas sa mère, puis une relation tendre s'instaure entre elles.
Parallèlement, Rachel s'investit beaucoup pour Dylan, un élève en difficulté. Elle monte son stage de seconde avec Ali, mais c'est un échec : le métier est trop compliqué pour Dylan qui préfère finalement la restauration.
Rachel voudrait avoir un enfant avec Ali, mais son gynécologue (Frederick Wiseman) l'avertit : il lui reste peu de temps. Elle approfondit sa relation avec Leila, la cherchant une semaine sur deux à son cours de judo. Elle fait la connaissance d'Alice, avec qui elle entretient une relation cordiale. Louanna déclare à Rachel qu'elle est involontairement enceinte. Louanna panique et hésite, mais Rachel la persuade de ne pas avorter.
Rachel ressent peu à peu une certaine amertume, se demandant si elle est condamnée à rester une « figurante » dans la vie de Leila. L'enfant qu'elle voudrait avec Ali n'arrive pas. Ali lui annonce brusquement qu'Alice lui a demandé de se remettre en couple avec elle, et qu'il met fin à leur relation bien qu'il l'aime, elle doit prendre ses distances avec Leila. La naissance du fils de Louanna donne à Rachel l'occasion d'entamer une nouvelle relation avec l'« enfant d'une autre ».
Quelques années plus tard, elle revoit par hasard Dylan. Il a trouvé sa voie dans la restauration, où il est chef de rang et la remercie en lui disant qu'elle l'a marqué. Rachel comprend l'importance du rôle qu'elle a joué pour lui et probablement pour d'autres.

## Fiche technique
Sauf indication contraire, les informations mentionnées dans cette section peuvent être confirmées par la base de données cinématographiques IMDb,  présente dans la section « Liens externes ».
- Titre original : Les Enfants des autres
- Réalisation et scénario : Rebecca Zlotowski
- Assistant réalisateur : Jean-Baptiste Bruneau
- Scriptes : Cécile Rodolakis, Marion Bernard
- Musique : Robin Coudert et Gael Rakotondrabe
- Décors : Katia Wyszkop
- Costumes : Bénédicte Mouret-Cherqui
- Photographie : George Lechaptois
- Son : Cédric Deloche
- Montage : Géraldine Mangenot
- Production : Frédéric Jouve
  - Productrice associée : Marie Lecoq
- Société de production : Les Films Velvet
  - Participation : Canal+, France 3 Cinéma, Cine+
- Société de distribution : Ad Vitam Distribution
- Pays de production :  France
- Langue originale : français
- Genre : drame
- Format : couleur, 2,39:1, son Dolby 5.1
- Date de sortie :
  - France : 21 septembre 2022
  - Suisse romande : 5 octobre 2022
  - Belgique : 21 septembre 2022

## Distribution
Sauf indication contraire, les informations mentionnées dans cette section peuvent être confirmées par les bases de données cinématographiques IMDb et Allociné,  présentes dans la section « Liens externes ».
- Virginie Efira : Rachel, professeur de français au lycée
- Roschdy Zem : Ali Ben Attia, compagnon de Rachel, designer automobile
- Chiara Mastroianni : Alice, épouse d'Ali, dont il est séparé
- Yamée Couture : Louanna, sœur cadette de Rachel, thésarde
- Sébastien Pouderoux : Paul
- Frederick Wiseman : le Dr Wiseman, gynécologue de Rachel
- Mireille Perrier : Madame Roucheray
- Anne Berest : Jeanne
- Victor Lefebvre : Dylan, lycéen en seconde en difficultés sociales et scolaires, élève de Rachel
- Callie Ferreira-Goncalves : Leila, fille d'Ali et d'Alice
- Henri-Noël Tabary : Vincent
- Michel Zlotowsky : père de Rachel et de Louanna, veuf
- Sylvain Saint-James : le proviseur adjoint

## Accueil

### Critique
Le site Rotten Tomatoes donne une note de 92 % pour 13 critiques ; Metacritic donne une note de 76⁄100 pour 7 critiques. En France, le site Allociné propose une moyenne de 4,1⁄5, après avoir recensé 36 critiques de presse.
Les critiques se sont particulièrement intéressés à ce film, et dans leur immense majorité se sont révélés enthousiastes et positifs. Pour L'Humanité, « Rebecca Zlotowski signe à la fois un très beau portrait de femme et une histoire d’amour où la bienveillance l’emporte sur la rivalité, où la masculinité accepte sa part féminine et où les archétypes se déconstruisent par un pas de côté ».
Le film traite entre autres du rôle de la belle-mère, traditionnellement connue comme méchante. Les critiques sont d'accord pour souligner le contre-pied pris par la cinéaste et par l'interprétation qu'en fait Virginie Effira. Pour Les Echos, « Rebecca Zlotowski dresse le portrait bouleversant d'une héroïne sans enfant qui se prend d'affection pour la fille de son nouveau compagnon. Un film qui, en radiographiant le mal de (belle-)mère, se distingue par sa finesse, sa rigueur et sa sensibilité. ». Pour le site Ecran Large, « avec une aisance narrative assez impressionnante, la réalisatrice livre un film à la fois doux et douloureux se concentrant essentiellement sur la "parentalité par extension", ici une belle-mère incarnée par l'excellente Virginie Efira, tout en parvenant à être un film d'une richesse assez impressionnante. ».
Pour le critique de GQ, « la beauté du cinquième long-métrage de Rebecca Zlotowski, indéniablement son plus réussi à ce jour, se trouve bien dans cet équilibre instable entre une vitalité qui semble sans limite, et que la réalisatrice sait embrasser à merveille dans des scènes au romantisme flamboyant, et cette menace constante de la disparition et du temps qui court à sa perte, ces élans mortifères qui tirent brutalement son héroïne vers le réel. ».
Pour la critique de Paris Match, la cinéaste porte à l'écran une « bouleversante histoire d’amour contemporaine, s’interdisant pathos ou facilité ». De leur point de vue, c'est là un « grand film sur une génération de femmes pour qui la maternité a longtemps été une injonction ».
Première conclut sobrement en appuyant particulièrement sur la prestation du duo principal : « Deux immenses acteurs pour un film majeur, le plus beau de sa réalisatrice ».
Le site aVoir-aLire considère qu'au-delà « du mélodrame, Les Enfants des autres demeure une sublime évocation du spectre de la maternité, quelle que soit sa forme. ».

### Box-office
Pour son premier jour d'exploitation en France, Les Enfants des autres réalise 20 334 entrées (dont 5 235 en avant-première), pour 330 copies. Ce nombre d'entrées permet au film de se glisser à la troisième place du box-office des nouveautés, derrière Une belle course (25 815) et devant Don't Worry Darling (19 818). Au bout d'une semaine d'exploitation, le long-métrage réalise 137 167 entrées, lui permettant d'accéder à la quatrième place du box-office, derrière la nouveauté Don't Worry Darling (151 272) et devant Kompromat (126 665).
En semaine 2, le long-métrage réalise 97 702 entrées supplémentaires pour une septième place au box-office, derrière The Woman King (100 875) et devant Don't Worry Darling (91 621). En semaine 3, Les Enfants des autres perd deux places avec 66 516 entrées supplémentaires, derrière Une belle course (70 283) et devant L'Origine du mal (56 107).
| Pays ou région | Box-office      | Date d'arrêt du box-office | Nombre de semaines |
| -------------- | --------------- | -------------------------- | ------------------ |
| France         | 401 122 entrées | 6 décembre 2022            | 11                 |
| Total mondial  | 2 786 760 $     | -                          | -                  |

## Distinctions

### Récompenses
- 2022 : Meilleur montage au 19e Festival de Séville - Géraldine Mangenot
- 2023 : Prix Lumières de la meilleure actrice pour Virginie Effira

### Nominations
- 2022 : Lion d'or - Rebecca Zlotowski
- 2022 : Lion d'argent (Meilleur premier film) - Rebecca Zlotowski
- 2022 : Prix spécial du Jury de la Mostra de Venise - Rebecca Zlotowski
- 2022 : Prix du meilleur scénario de la Mostra de Venise - Rebecca Zlotowski
- 2022 : Coupe Volpi de la meilleure interprétation féminine - Virginie Efira
- 2022 : Prix Louis Delluc - Rebecca Zlotowski
- 2022 : Prix Lumières 2023 :
  - Meilleur film
  - Meilleure mise en scène : Rebecca Zlotowski
  - Meilleur scénario : Rebecca Zlotowski
  - Meilleure actrice : Virginie Efira

### Sélections
- Mostra de Venise 2022 : sélection officielle